# 埃弗雷茨角 (特拉華州)
埃弗雷茨角（英語：Everetts Corner）是位於美國特拉華州肯特縣的一個非建制地區。該地的面積和人口皆未知。

## 地理
埃弗雷茨角的座標為39°12′02″N 75°44′46″W / 39.20056°N 75.74611°W，而該地的平均海拔高度為19米（即62英尺）。